# Olindo Simionato
Olindo Simionato (Mirano, 8 maggio 1910 – ...) è stato un militare e aviatore italiano, Asso della Regia Aeronautica nel corso della seconda guerra mondiale con 5 vittorie aeree individuali e 20 in compartecipazione accertate.

## Biografia

Un Reggiane Re.2001 della 150ª Squadriglia, 2º Gruppo volo Autonomo Caccia Terrestre.

Nacque a Mirano, provincia di Venezia, l'8 maggio 1910, figlio di Antonio. Arruolatosi nella Regia Aeronautica nel 1928, conseguì il brevetto di pilota militare nel 1930. Frequentò la Scuola caccia di Ghedi e poi prestò servizio nella 97ª Squadriglia e quindi nel 21º Stormo Osservazione Aerea. Prestò servizio in Africa Orientale nel corso della guerra d'Etiopia e poi nel XXIII Gruppo Caccia dell'Aviazione Legionaria nel corso della guerra di Spagna, dove volando su Fiat C.R.32 conseguì una vittoria aerea. Dopo l'entrata in guerra del Regno d'Italia, avvenuta il 10 giugno 1940, partecipò alle operazioni belliche. In forza alla 150ª Squadriglia del 2º Gruppo del 6º Stormo Caccia Terrestre operò in Africa Settentrionale Italiana, volando sui Fiat G.50 Freccia. Il 17 giugno 1941 conseguì la sua seconda vittoria aerea abbattendo un Hawker Hurricane a sud di Halfaya.
Nel marzo 1942 il 2º Gruppo caccia ricevette i nuovi Reggiane Re.2001 Falco II, e a partire dal mese di maggio il reparto operò dall'aeroporto di Caltagirone sull'isola di Malta. Abbatte due Supermarine Spitfire, uno il 10 maggio e uno il 6 giugno. In seguito abbatte altri due aerei, uno il 6 e uno il 7 luglio 1942. Rimasto gravemente ferito in combattimento fu poi assegnato alla Scuola caccia di Castiglione del Lago.  Decorato con tre medaglie d'argento e una di bronzo al valor militare, e tre croci al merito di guerra, dopo la fine del conflitto fu posto in congedo illimitato.

### Fonti
1. 1 2 3 4 5  Surfcity.
2. 1 2  Apostolo, Massimello 2000, p. 87.
3. 1 2  Dunning 1988, p. 20.
4. ↑   Medaglia d'argento al valor militare Olindo Simionato (JPG), su decoratialvalormilitare.istitutonastroazzurro.org, Istituto del Nastro Azzurro. URL consultato il 17 settembre 2023.
5. ↑   Medaglia d'argento al valor militare Olindo Simionato (JPG), su decoratialvalormilitare.istitutonastroazzurro.org, Istituto del Nastro Azzurro. URL consultato il 17 settembre 2023.